# Kōhei Oguri
Kōhei Oguri (小栗康平 Oguri Kōhei?, born 29 de octubre de 1945 en Maebashi) es un director de cine y guionista japonés.

## Carrera
Nacido en Gunma, la primera aparición Oguri fue como asistente de dirección después de graduarse de la Universidad de Waseda. Su debut como director fue en 1981 con Muddy River, con el que ganó el Premio de Director de año de la Academia japonesa de cine y una mención en el Directors Guild of Japan New Directors Award. Muddy River también fue nominada al Óscar a la mejor película de habla no inglesa de 1982 y ganó el Premio de Plata en el Festival Internacional de Cine de Moscú. En 1985 fue jurado de este mismo festival.
Con su película The Sting of Death, ganó el Gran Premio del Jurado at the Festival de Cannes de 1990. He has also authored several books.

## Filmografía
- Muddy River (泥の河 Doro no kawa) (1981)
- Kayako no tame ni (伽倻子のために) (1984)
- The Sting of Death (死の棘 Shi no toge) (1990)
- Sleeping Man (眠る男) (1996)
- Umoregi (埋もれ木) (2005)
- Foujita (藤田) (2015)

## Premios y distinciones
Premios Óscar
| Año  | Categoría                          | Película    | Resultado |
| ---- | ---------------------------------- | ----------- | --------- |
| 1982 | Mejor película de habla no inglesa | Muddy River | Nominado  |

Festival Internacional de Cine de Cannes
| Año  | Categoría              | Película    | Resultado |
| ---- | ---------------------- | ----------- | --------- |
| 1990 | Gran Premio del Jurado | Shi no toge | Ganador   |
| 1990 | Premio de la Crítica   | Shi no toge | Ganador   |